# Wellington Chibebe
Wellington Chibebe (Bulawayo, 1963) és un sindicalista zimbabuès. És el fundador de la Unió d'Artesans Ferroviaris i des de 2002 és el secretari general del Congrés dels Sindicats de Zimbàbue, una organització que engloba uns 1,3 milions de treballadors. També és president de la coalició Crisi de Zimbàbue, que tenia com a objectiu assolir unes eleccions lliures, lluitar contra la fam, defensa del treball, l'habitatge i la fi de la violència. El 2003 va rebre el premi dels drets l'home George Meany‑Lane Kirkland, atorgat pel sindicat majoritari estatunidenc AFL-CIO.
El 17 d'octubre de 2003 Chibebe fou empresonat juntament amb seixanta sindicalistes membres del seu mateix sindicat, i l'endemà foren empresonats cent més. El 5 d'agost de 2004 fou detingut, empresonat i acusat de fomentar assumptes que fomenten el descontentament, juntament amb altres quatre sindicalistes. El 8 de setembre de 2005 fou novament detingut amb gairebé dos-cents sindicalistes durant una marxa contra la pobresa. Va ser detingut i torturat i alliberat gràcies a la pressió internacional. L'últim dels seus afers coneguts es remunta al 15 d'agost de 2006, quan fou empresonat acusat de transport il·legal de divises. Aquests càrrecs foren convertits en unes poques hores en acusacions d'agressió policial. La pressió internacional, inclosa la de la Confederació Internacional d'Organitzacions Sindicals Lliures i Amnistia Internacional, va aplanar el seu alliberament el 18 d'agost de 2006.